# Euptychia ambigua
Euptychia ambigua är en fjärilsart som beskrevs av Butler 1866. Euptychia ambigua ingår i släktet Euptychia och familjen praktfjärilar. Inga underarter finns listade i Catalogue of Life.